# Sinaje
Sinajë en albanais et Sinaje en serbe latin (en serbe cyrillique : Синаје) est une localité du Kosovo située dans la commune/municipalité d'Istog/Istok et dans le district de Pejë/Peć. Selon le recensement kosovar de 2011, elle compte 228 habitants, tous albanais.

## Démographie

### Évolution historique de la population dans la localité
| 1948 | 1953 | 1961 | 1971 | 1981 | 1991 | 2011 |
| ---- | ---- | ---- | ---- | ---- | ---- | ---- |
| 510  | 546  | 629  | 609  | 547  | 494  | 228  |

|  |